# Клунфаш
Клунфаш (англ. Cloonfush; ирл. Cluain Fois) — деревня в Ирландии, находится в графстве Голуэй (провинция Коннахт).